# Bergin Hunt and Fish Club
The Bergin Hunt and Fish Club que estaba situado en el 98-04 de la Avenida 101 en Ozone Park, Queens, Nueva York era un antiguo lugar de reunión de la familia criminal Gambino.

## Hoy
Después de sus días como club social de la mafia, el local se ha separado en dos escaparates. Muchos residentes actuales de la zona nunca han oído hablar de la familia Gambino ni de ninguno de sus miembros. Desde 1990, los incidentes de varios tipos de delitos en el barrio se han reducido significativamente, lo que puede estar relacionado con la disminución general de la delincuencia en la ciudad de Nueva York.